# Anamorphus punctipennis
Anamorphus punctipennis là một loài bọ cánh cứng trong họ Endomychidae. Loài này được Gorham miêu tả khoa học năm 1898.